# Vlaamse Cultuurprijs voor Cultureel Erfgoed
De Vlaamse Cultuurprijs voor Roerend en Immaterieel Erfgoed (voorheen Vlaamse Cultuurprijs voor Cultureel Erfgoed) is een van de Vlaamse Cultuurprijzen die door de Vlaamse overheid wordt toegekend. De prijs werd ingesteld in 2003. De winnaar ontvangt een geldprijs van €10000 en een bronzen beeldje van de kunstenaar Philip Aguirre.

## Laureaten
- 2003: Tinne Vandensande en Marc Jacobs
- 2004: Lieve Watteeuw
- 2005: Villa Futura
- 2006: Museum Dr. Guislain
- 2007: Sylvia Van Peteghem
- 2008: Wouter Steenhaut
- 2009: Letterenhuis - Leen van Dijck
- 2010: tapis plein vzw
- 2011: Programma Ludodiversiteit Sportimonium
- 2012: Vlaamse Erfgoedbibliotheek
- 2013: C07 (CultuurOverleg Zeven)
- 2014 (immaterieel erfgoed): Reuzen in Vlaanderen
- 2015 (roerend erfgoed): Red Star Line Museum
- 2016 (immaterieel erfgoed): Geelse Gezinsverpleging
- 2017 (roerend erfgoed): Museum Plantin-Moretus
- 2018 (immaterieel erfgoed): Reveil